# Комсомольская организация Сахалинской области
Сахалинская областная организация Всесоюзного Ленинского Коммунистического Союза Молодёжи (ВЛКСМ) — общественно-политическая молодёжная организация на территории Северного Сахалина (1925—1947 гг.), Южно-Сахалинской области (1946—1947 гг.) и в период существования единой Сахалинской области в во времена СССР; региональное отделение ВЛКСМ (комсомола) в Сахалинской области.

## История
Постановление о создании комсомольской ячейки на Сахалине было принято на совещании коммунистов в Александровске 17 мая 1925 года (на третий день после вывода японских войск с Северного Сахалина), которое прошло при уполномоченном Дальбюро ЦК РКП(б) Р. А. Шишлянникове. Организация ячейки была поручена П. Е. Ахарову. 21 мая состоялось первое организационное собрание ячейки РЛКСМ на Сахалине, на котором присутствовало 9 человек. Было  избрано бюро ячейки из 3 человек во главе с секретарём — кандидатом в члены РКП(б) А. С. Стукаловым. 25 мая Р. А. Шишлянников сообщил в Дальбюро ЦК, что на Сахалине в членах комсомола состоит уже 45 человек. В июне Дальневосточным краевым бюро ЦК РЛКСМ уполномоченным на Северном Сахалине был назначен Н. П. Гурьянов. 13 октября было принято постановление об организации Сахалинского бюро РЛКСМ, первое заседание которого состоялось 5 ноября.
В 1926 году РЛКСМ был переименован в ВЛКСМ (Всесоюзный ленинский коммунистический союз молодёжи). 24 января 1929 года открылась первая окружная комсомольская конференция. С образованием 20 октября 1932 года Сахалинской области в составе Дальневосточного края была проведена организационная перестройка комсомольских организаций. В июне 1933 года состоялась первая областная комсомольская конференция. В 1940 году областная комсомольская организация насчитывала около 10 тысяч человек. В первый год Великой Отечественной войны на фронт ушло 3936 комсомольцев области.
В Южно-Сахалинской области в 1945—1947 гг. руководство комсомольскими организациями осуществляли работники политотдела Южно-Сахалинского управления по гражданским делам. В марте 1947 года было создано бюро Сахалинского обкома ВЛКСМ с подчинением ЦК ВЛКСМ. Бюро руководило всеми комсомольскими организациями единой Сахалинской области.
В апреле 1948 г. состоялась I (после создания единой Сахалинской области) Сахалинская областная конференция ВЛКСМ. На конференции был избран Сахалинский обком ВЛКСМ. Обком комсомола был подотчётен непосредственно ЦК ВЛКСМ, а с мая 1990 г. — ЦК ЛКСМ РСФСР. Численность областной комсомольской организации на 1 января 1991 года составила 42782 человека (за прошедший год уменьшившись на 29,1%).
28 сентября 1991 года XXII съезд ВЛКСМ принял решение о самороспуске.

## Руководители
- Губанов, Василий Петрович, р.1914 (1942—1945)
- Моисеенко, Сергей Яковлевич, р.1920 (1.04.1947 — 19.04.1948)
- Митин, Николай Андреевич (19.04.1948 — 1951)[5][6]
- Демешкин, Леонид Иванович, р.1925 (27.07.1951 — 24.05.1956)
- Колесников, Николай Иванович, р.1929 (24.05.1956 — 25.08.1961)[7][8]
- Дёмин, Борис Николаевич, р.1930 (25.08.1961 — 7.03.1963)[9][10]
- Новгородов, Анатолий Александрович, р. 1933 (7.03.1963—1966)
- Павлюков, Геннадий Николаевич, р.1936 (13.01.1966[11] — 1970)
- Громов, Евгений Фёдорович, р.1938 (1970—1973)
- Демидов, Михаил Сергеевич, р.1944 (1973—1978)
- Шокин, Валерий Ильич (13.01.1978 — 1980)
- Мельников, Борис Михайлович, р.1949 (18.01.1980 — 1983)
- Золотухин, Сергей Кузьмич, р.1953 (1983—1985)
- Ганин, Михаил Николаевич, р.1954 (1985—1989)
- Кормановский, Владимир Михайлович, р.1959 (1989—1991)